# Джоаш Оньянго
Джоаш Оньянго (англ. Joash Onyango, нар. 31 січня 1993) — кенійський футболіст, захисник клубу «Гор Магія».
Виступав, зокрема, за клуб «Вестерн Стіма», а також національну збірну Кенії. Дворазовий чемпіон Кенії.
За свій стиль гри отримав прізвисько "Деку" на честь португальського футболіста Деку.

## Клубна кар'єра
У дорослому футболі дебютував 2015 року виступами за команду «Вестерн Стіма», в якій провів два сезони, взявши участь у 27 матчах чемпіонату. 
До складу клубу «Гор Магія» приєднався 2017 року. Став з клубом з Найробі дворазовим чемпіоном Кенії

## Виступи за збірну
25 травня 2018 року дебютував в офіційних матчах у складі національної збірної Кенії в поєдинку проти Свазіленду.
Був присутній в заявці збірної на Кубку африканських націй 2019 року в Єгипті, але на поле не виходив.

## Титули і досягнення
- Чемпіон Кенії (2):

«Гор Магія»: 2017, 2018